# 柏木茂雄
柏木 茂雄（かしわぎ しげお、1950年（昭和25年）7月20日 - ）は、大蔵官僚。元・国際通貨基金(IMF)理事、財務総合政策研究所特別研究官、慶應義塾大学大学院商学研究科教授、国際人材創出支援センター理事。

## 人物
父は柏木雄介（元財務官）。慶應義塾高等学校時代には水泳部の主将を務める。
1973年大蔵省（現財務省）入省。証券局資本市場課配属。同期に金田勝年（元法務大臣、外務副大臣）、新井将敬（元衆議院議員）、佐藤隆文（元金融庁長官）、牧野治郎（元国税庁長官）、井戸清人（元日本銀行理事）、加藤秀樹（元内閣府行政刷新会議事務局長）、花角和男（元税務大学校長）、森信茂樹（元財務省財務総合政策研究所長）など。
その後、国際通貨基金（IMF)に3回にわたり通算10年、アジア開発銀行に2年の合計12年間を国際機関で過ごし、それぞれの機関で日本代表理事を務めた。

## 略歴

### 学歴
- 1966年 - 慶應義塾普通部卒業
- 1969年 - 慶應義塾高等学校卒業
- 1973年 - 慶應義塾大学経済学部経済学科卒業
- 1977年 - プリンストン大学ウッドロウ・ウィルソン・スクールMPA（公共・国際関係）

### 職歴
- 1973年4月 - 大蔵省入省
- 1975年4月 - 証券局付（留学）[1]
- 1977年7月 - 大臣官房秘書課調査主任[2][1]
- 1978年7月 - 伊勢税務署長
- 1979年7月 - 国際金融局国際機構課長補佐（国際機関）[3]
- 1985年7月 - 理財局資金第二課長補佐（総括・運用一・三）[4]
- 1987年7月 - 理財局国債課長補佐（総括・法規）[5]
- 1988年6月 - 大臣官房企画官 兼 理財局資金第一課
- 1989年7月 - 大臣官房秘書課財務官室長
- 1993年7月 - 国際金融局国際機構課長
- 1994年7月 - アジア開発銀行理事
- 1996年7月 - 証券局証券市場課長
- 1998年6月 - 金融企画局総務課長
- 1999年7月 - 東海財務局長
- 2000年6月 - 国際通貨基金政策企画審査局上級審議役
- 2003年7月 - 財務総合政策研究所次長
- 2004年5月 - 国際通貨基金理事[6]
- 2007年6月 - 慶應義塾大学大学院商学研究科教授
- 2009年6月 - 東海東京フィナンシャル・ホールディングス株式会社監査役
- 2010年11月 -国際人材創出支援センター理事
- 2016年4月 - 慶應義塾大学大学院商学研究科特別招聘教授
- 2016年6月 - 東海東京フィナンシャル・ホールディングス株式会社取締役
- 2017年8月 - 株式会社BuySell Technologies取締役、EVOLUTION JAPAN証券株式会社シニア・アドバイザー